# 10BASE5

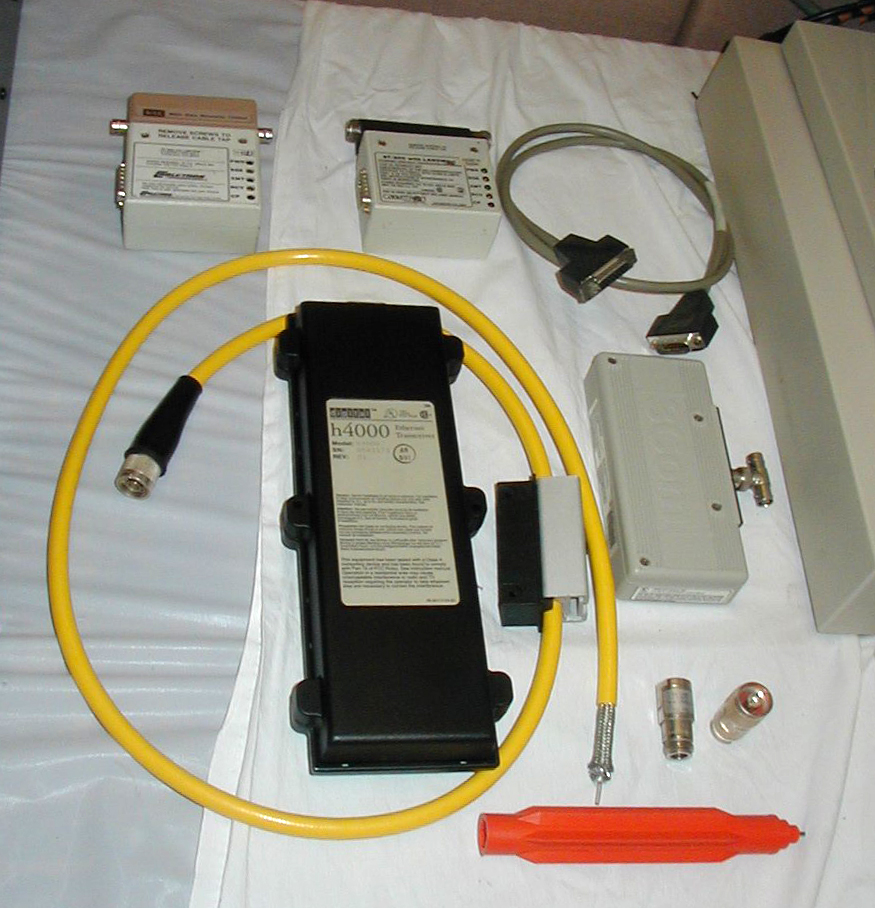
Bộ thu phát, cáp và công cụ khai thác 10BASE5

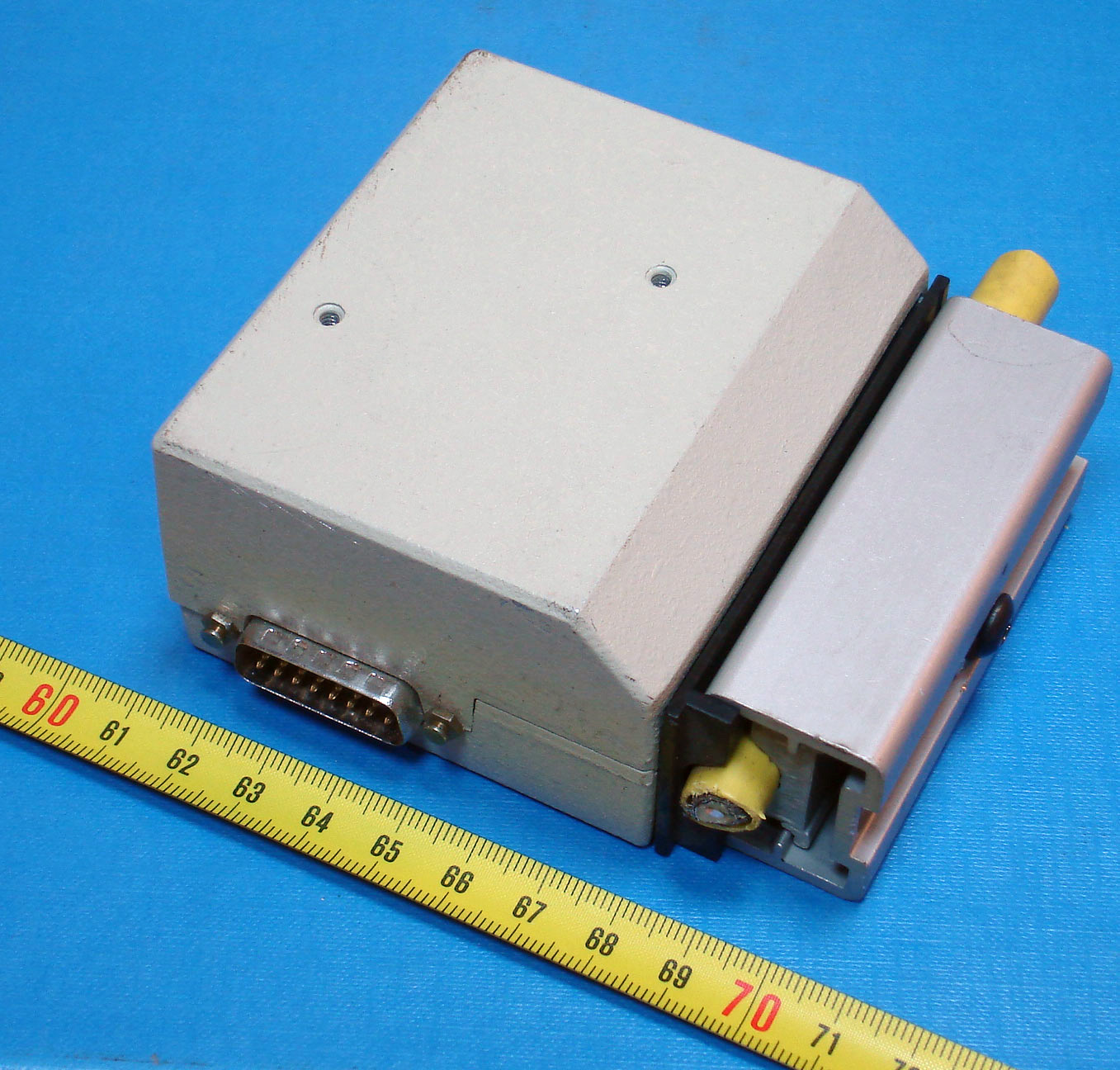
10BASE5 vampire tap Medium Attachment Unit (Transceiver)

10BASE5 (còn được gọi là thick Ethernet hay thicknet) là biến thể thương mại đầu tiên của Ethernet. 10BASE5 sử dụng cáp đồng trục dày (thick coaxial cable = RG6), chiều dài tối đa mà một segment sử dụng cáp đồng trục dày có thể đạt là 500 mét (1.600 ft). (nên ký hiệu của mạng này là 10Base-5). Có thể kết nối tối đa 100 trạm với cáp thông qua vampire tap và chia sẻ một miền kết nối duy nhất với 10Mbit/s băng thông được chia sẻ giữa chúng. Hệ thống khó cài đặt và bảo trì.
10BASE5 đã được thay thế bằng các lựa chọn thay thế rẻ hơn và thuận tiện hơn nhiều: đầu tiên là 10BASE2 dựa trên cáp đồng trục mỏng hơn, và sau đó, khi Ethernet trên cáp xoán đôi được phát triển, bởi 10BASE-T và các kế nhiệm của nó là 100BASE-TX và 1000BASE-T. Kể từ năm 2003, IEEE 802.3 đã không chấp nhận tiêu chuẩn này cho các cài đặt mớ..

## Tên gọi
Tên 10BASE5 có nguồn gốc từ một số đặc điểm của môi trường vật lý. Số 10 đề cập đến tốc độ truyền của nó là 10 Mbit/s. Chữ BASE là viết tắt của baseband (băng thông cơ sở - trái ngược với băng thông rộng), và số 5 là viết tắt của độ dài segment tối đa là 500 mét (1.600 ft).

## Thiết kế và lắp đặt mạng
Đối với lớp vật lý, 10BASE5 sử dụng cáp tương tự như cáp đồng trục RG-8/U nhưng có thêm lớp lưới bện che chắn. Đây là loại cáp có đường kính 0,375 inch (9,5 mm), có độ trở kháng 50 ohm, dây dẫn trung tâm chắc chắn, chất độn cách điện bằng bọt, lớp lưới bện che chắn và vỏ ngoài. Áo khoác ngoài thường là ethylene propylene fluoride màu vàng đến màu da cam (để chống cháy) vì vậy nó thường được gọi là "cáp vàng", "orange hose",  hoặc đôi khi hài hước là "frozen yellow garden hose". Cáp đồng trục 10BASE5 có chiều dài tối đa 500 mét (1.600 ft).Lên đến 100 nút có thể được kết nối với segment 10BASE5.
Bộ thu phát có thể được kết nối với các đoạn cáp bằng đầu nối N, hoặc thông qua một vampire tap, cho phép các nút mới được thêm vào trong khi các kết nối hiện có đang hoạt động. Một vampire tap kẹp vào dây cáp, một lỗ được khoan xuyên qua lớp chắn bên ngoài, và một mũi nhọn buộc phải đâm và tiếp xúc với dây dẫn bên trong trong khi các gai khác cắn vào tấm lưới bọc bên ngoài. Chăm sóc là cần thiết để giữ cho lá chắn bên ngoài không chạm mũi nhọn; bộ dụng cụ lắp đặt bao gồm một "coring tool" để khoan xuyên qua các lớp bên ngoài và một "braid pick" để xóa các mảnh đi lạc của lưới bọc bên ngoài.
Bộ thu phát chỉ nên được lắp đặt tại các khoảng cách chính xác 2,5 mét. Khoảng cách này được chọn không tương ứng với bước sóng của tín hiệu; điều này đảm bảo rằng các phản xạ từ nhiều cáp không cùng pha. Những điểm phù hợp được đánh dấu trên cáp với các dải màu đen. Cáp được yêu cầu là một lần chạy liên tục; Kết nối chữ T không được phép.
Như trường hợp của hầu hết các bus tốc độ cao khác, các segment phải được có terminal ở mỗi đầu. Đối với Ethernet dựa trên cáp đồng trục, mỗi đầu của cáp có điện trở 50 ohm được gắn vào. Thông thường, điện trở này được tích hợp vào đầu nối N đực và được gắn vào đầu cáp vừa qua thiết bị cuối cùng. Khi terminal bị thiếu, hoặc nếu có đứt cáp, tín hiệu trên xe buýt sẽ được phản xạ, thay vì tiêu tan khi đến cuối. Tín hiệu phản xạ này không thể phân biệt được với một collision và ngăn chặn sự giao tiếp.

## Nhược điểm
Thêm các trạm mới vào mạng rất phức tạp do cần phải xuyên cáp chính xác. Cáp cứng và khó uốn quanh các góc. Một kết nối không chính xác có thể làm mất toàn bộ mạng và tìm ra nguồn gốc của sự cố là khó khăn.